# Bilice (Pleterniceszentmiklós)
Bilice falu Horvátországban, Pozsega-Szlavónia megyében. Közigazgatásilag Pleterniceszentmiklóshoz tartozik.

## Fekvése
Pozsegától légvonalban 16, közúton 19 km-re délkeletre, községközpontjától 6 km-re délkeletre, a Dilj-hegység nyugati lejtői alatt, a Gnojnica-patak jobb partján fekszik.

## Története
A mai Bilice területén a 13. században a „Greda” nevű település feküdt, melyet a 14. századtól Gnojnicának hívtak. Gnojnica első írásos említése 1337-ben „Gnoynicha” alakban történt. 1375-ben „Gnoynycha”, 1464-ben „Gnoynycza” néven említik a korabeli források. Az 1545-ös török defter Gnojnicát náhije székhelyeként említi. 1698-ban „Bilacz” néven négy portával szerepel a török uralom alól felszabadított szlavóniai települések összeírásában. A falu a 18. században a bučjei plébániához tartozott. 1730-ban az itteni Szent György templom volt a bučjei plébánia székhelye, mivel a plébániatemplom Zagrađén romokban állt. Gnojnica a 18. század végére elnéptelenedett. Az első katonai felmérés térképén már nem található. A Gnojnica nevet mára a patak neve őrizte meg.
A mai település csak a 19. század végén keletkezett a Dilj-hegység nyugati részén, a Gnojnica-patak jobb partján, a Belice-völgy bejáratánál. 1931-ig a mára már megszűnt, egykor több mai települést magában foglaló Odvorce településrésze volt. Lakosságát 1910-ben számlálták meg először önállóan, akkor 55 lakosa volt. Pozsega vármegye Pozsegai járásának része volt. Az első világháború után 1918-ban az új Szlovén–Horvát–Szerb Állam, majd később (1929-ben) Jugoszlávia része lett. 1991-től a független Horvátországhoz tartozik. 1991-ben lakosságának 98%-a horvát nemzetiségű volt. A településnek 2011-ben 188 lakosa volt.

## Lakossága
| Lakosság változása | Lakosság változása | Lakosság változása | Lakosság változása | Lakosság változása | Lakosság változása | Lakosság változása | Lakosság változása | Lakosság változása | Lakosság változása | Lakosság változása | Lakosság változása | Lakosság változása | Lakosság változása | Lakosság változása | Lakosság változása |
| ------------------ | ------------------ | ------------------ | ------------------ | ------------------ | ------------------ | ------------------ | ------------------ | ------------------ | ------------------ | ------------------ | ------------------ | ------------------ | ------------------ | ------------------ | ------------------ |
| 1857               | 1869               | 1880               | 1890               | 1900               | 1910               | 1921               | 1931               | 1948               | 1953               | 1961               | 1971               | 1981               | 1991               | 2001               | 2011               |
| 0                  | 0                  | 0                  | 0                  | 0                  | 55                 | 54                 | 84                 | 135                | 152                | 160                | 143                | 159                | 179                | 196                | 188                |

(1910 és 1931 között településrészként.)

## Nevezetességei
Szent György tiszteletére szentelt római katolikus kápolnája valószínűleg kora középkori eredetű, talán a 13. századi település temploma volt. A kérdést egy régészeti feltárás tisztázhatná. A 18. században átépítették. A kápolna egyhajós épület, keletre néző félköríves apszissal. Kis tornya a keleti homlokzat felett áll, piramis alakú toronysisak fedi. Berendezése szépen fel van újítva. Körülötte egykor temető volt.